# Palladion
Palladion (görögül: Παλλάδιον) Pallasz Athéné csodatevő szobra Trójában. Latin neve Palladium. Több mítosz foglalkozik az istennőt egyik kezében lándzsával, a másikban orsóval és guzsallyal ábrázoló szoborral, melytől egész Trója fennmaradása függött.
Az egyik mítosz szerint maga Pallasz Athéné faragta Pallasz emlékére. Ő az Olümposzon helyezte el, de Zeusz haragjában ledobta a földre, mert Élektra előle a szobor mellett keresett menedéket. A szobor ugyanarra a trójai dombra esett, ahová előtte Zeusz ledobta Atét.
A másik mítosz szerint Ilosz idején az égből esett be az épülő Athéné-templom tetőzetén.
Más hagyomány szerint Dardanosz rabolta Árkádiából, vagy kapta anyjától, Élektrától.
Valójában nem csak egy Palladion volt. Pallasz Athéné egyik szerepköre általában a városok védelme volt. Ahol Athéné szobra állt – ez a Palladion –, ott ellenség nem hatolhatott be a városba. Trójában is volt ilyen, amiről az akhájok sokáig nem tudtak. Amikor Odüsszeusz és Diomédész Helenosztól megtudták, hogy Trója elfoglalásának egyik feltétele a Palladion megszerzése, akkor behatoltak a városba, és elrabolták. Később Diomédész átadta a trójai Nautésznak. Más változat szerint a trójaiak másolatot készítettek a Palladionról, s az eredetit, amely Trójában maradt, Aineiasz mentette ki az égő városból.